# Makomo (Litoral)
Makomo ist ein Ort in Äquatorialguinea.

## Lage
Der Ort liegt an einer Verkehrsroute zwischen Bata und Mbini in der Provinz Litoral auf dem Festlandteil des Staates. Im Ort mündet eine Verkehrsroute von Südosten, von Elolong. Im Umkreis liegen die Siedlungen Enigayong (N), Macon (SO) und Niefang.

## Klima
In der Stadt, die sich nah am Äquator befindet, herrscht tropisches Klima.